# Hippeastrum crociflorum
Hippeastrum crociflorum är en amaryllisväxtart som beskrevs av Henry Hurd Rusby. Hippeastrum crociflorum ingår i släktet amaryllisar, och familjen amaryllisväxter.
Artens utbredningsområde är Bolivia. Inga underarter finns listade i Catalogue of Life.